# Wilton (Arkansas)
Wilton es una ciudad ubicada en el condado de Little River en el estado estadounidense de Arkansas. En el Censo de 2010 tenía una población de 374 habitantes y una densidad poblacional de 110,82 personas por km².

## Geografía
Wilton se encuentra ubicada en las coordenadas 33°44′19″N 94°8′53″O / 33.73861, -94.14806. Según la Oficina del Censo de los Estados Unidos, Wilton tiene una superficie total de 3.37 km², de la cual 3.37 km² corresponden a tierra firme y (0%) 0 km² es agua.

## Demografía
Según el censo de 2010, había 374 personas residiendo en Wilton. La densidad de población era de 110,82 hab./km². De los 374 habitantes, Wilton estaba compuesto por el 63.1% blancos, el 34.76% eran afroamericanos, el 0% eran amerindios, el 0% eran asiáticos, el 0% eran isleños del Pacífico, el 1.07% eran de otras razas y el 1.07% pertenecían a dos o más razas. Del total de la población el 1.6% eran hispanos o latinos de cualquier raza.